# Saint-Édouard (Quebec)
Saint-Édouard, también conocido como Saint-Édouard-de-Napierville es un municipio de la provincia de Quebec en Canadá. Es una de las ciudades pertenecientes al municipio regional de condado de Les Jardins-de-Napierville y, a su vez, a la región de Vallée-du-Haut-Saint-Laurent en Montérégie.

## Geografía
El territorio de Saint-Édouard se encuentra ubicado entre los municipios de Saint-Mathieu al norte, Saint-Philippe al noroeste, Saint-Jacques-le-Mineur al este, Saint-Patrice-de-Sherrington al sur y Saint-Michel al oeste. Tiene una superficie total de 52,51 km² cuyos 52,50 son tierra firme.

## Política
Saint-Édouard está incluso en el MRC de Les Jardins-de-Napierville. El consejo municipal está compuesto por seis consejeros sin división territorial. El alcalde actual (2015) es Ronald Lécuyer, que sucedió a Michel Raymond.
|            | 2005-2009 | 2009-2013                                                                                   | 2013-2017                                                                                                 |
| Alcalde    | Roger Lussier | Roger Lussier* Michel Raymond**                                                             | Michel Raymond* Ronald Lécuyer**                                                                          |
| Consejeros | Arthur Boulerice Christian Boulerice* Stéphane Boyer Guy Longtin Jocelyn Lussier Alain Poissant** Claude Poissant | Arthur Boulerice Stéphane Boyer Ronald Lécuyer Alain Poissant Claude Poissant Benoît Séguin | Ronald Lécuyer* Annie Lussier** Alain Poissant Claude Poissant Daniel Racette Benoît Séguin Sylvain Seyer |

* Al inicio del termo pero no al fin.  ** Al fin del termo pero no al inicio.
Saint-Édouard forma parte de las circunscripciones electorales de Huntingdon a nivel provincial y de Beauharnois-Salaberry a nivel federal.

## Demografía
Según el censo de Canadá de 2011, había 1312 personas residiendo en este municipio con una densidad de población de 24,8 hab./km². Los datos del censo mostraron que de las 1212 personas censadas en 2006, en 2011 hubo un aumento de 100 habitantes (8,3 %). El número total de inmuebles particulares resultó de 536. El número total de viviendas particulares que se encontraban ocupadas por residentes habituales fue de 506.